# Vendrán lluvias suaves
Vendrán lluvias suaves (en inglés: There Will Come Soft Rains)  es un cuento de ciencia ficción del autor Ray Bradbury escrito como una crónica sobre una casa solitaria que se mantiene intacta en una ciudad de California que de otro modo habría sido destruida por una bomba nuclear, y luego es destruida en un incendio causado por una tormenta de viento. El título proviene del poema homónimo  de 1918 de Sara Teasdale que se publicó durante la Primera Guerra Mundial y la pandemia de gripe de 1918. La historia se publicó por primera vez en 1950 en dos versiones diferentes en dos publicaciones separadas, un cuento en una página de la revista Collier's y un capítulo de la novela fix-up Crónicas marcianas.
El autor lo consideró como "la única historia que representa la esencia de Ray Bradbury". La visión de futuro de Bradbury al reconocer en su obra el potencial de autodestrucción total de la humanidad mediante una  guerra nuclear fue reconocida por la junta del Premio Pulitzer, junto con la concesión de una Mención Especial en 2007 que señalaba: «Si bien el tiempo ha disipado (en gran medida) la probabilidad de una aniquilación total, Bradbury fue una voz solitaria entre sus contemporáneos al contemplar las potencialidades de tales horrores». El autor consideró el relato corto como el único de Crónicas Marcianas que era una obra de ciencia ficción.

## Argumento
Una catástrofe nuclear deja la ciudad de Allendale, California, completamente desolada. Sin embargo, dentro de una casa milagrosamente preservada, la rutina diaria continúa: los sistemas automáticos dentro del hogar preparan el desayuno, limpian la casa, hacen las camas, lavan los platos y se dirigen a los antiguos residentes sin ningún conocimiento de su estado actual como siluetas quemadas en una de las paredes, similares a la Sombra humana grabada en piedra.
Esa noche, la casa le recita a la anfitriona ausente una selección al azar de su poeta favorita, There Will Come Soft Rains de Sara Teasdale. Una tormenta de viento hace volar una rama de árbol a través de una ventana de la cocina, provocando un incendio. Los sistemas de la casa intentan desesperadamente apagar el fuego, pero la casa condenada se quema hasta los cimientos en una noche. Al amanecer siguiente, lo único que queda es una pared que contiene un sistema automatizado que lee en voz alta, sin cesar, la fecha y la hora.

## Historial de publicaciones
El cuento apareció por primera vez en la edición del 6 de mayo de 1950 de la revista Collier's,  y fue revisado e incluido como un capítulo titulado Agosto de 2026: Vendrán lluvias suaves en Crónicas marcianas de Bradbury, que también se publicó por primera vez en mayo de 1950. Las fechas de publicación oficiales de las dos versiones estuvieron diferenciadas sólo por dos días. La edición de 1997 de Crónicas Marcianas modificó en 31 años todas las fechas de la edición de 1950 y cambió el título a Agosto de 2057: Vendrán lluvias suaves.

## Adaptaciones
- Una adaptación fue transmitida el 17 de junio de 1950 como el episodio número 11 de Dimension X,[8] un programa de radio de ciencia ficción.
- En 1953, se publicó una adaptación de la historia en el número 17 del cómic Weird Fantasy, con arte de Wally Wood.[9]
- La historia se convirtió en una obra de radio para la serie X Minus One y se transmitió el 5 de diciembre de 1956.[10]
- En 1962, el actor Burgess Meredith grabó esta historia, que fue lanzada en LP por Prestige Lively Arts (30004), junto con " Marionettes, Inc. ", también de Bradbury.[11]
- En 1962, el Tercer Programa de la BBC transmitió una dramatización de Nasta Pain, con música original de John Carol Case.[12]
- En 1975, las narraciones de esta historia del actor Leonard Nimoy y de Usher II de Ray Bradbury, también de The Martian Chronicles, fueron publicadas en Caedmon Records.[13]
- En 1977, el 4 de agosto de 2026: Vendrán lluvias suaves, se emitió en BBC Radio 4. Se utilizaron los recursos del Taller Radiofónico de la BBC bajo la dirección de Malcolm Clarke.[14]
- En 1984, el estudio soviético Uzbekfilm produjo "There Will Come Soft Rains" como un cortometraje de animación.[15]
- En 1992, Lebbeus Woods adaptó la historia al tercer número de la serie de cómics Ray Bradbury Chronicles.[16]
- En 2008, el juego postapocalíptico Fallout 3, que se desarrolla en los restos irradiados de Washington D. C., presentó un robot en una casa en Georgetown que, al ingresar un comando en una terminal de la casa, flotaría en el dormitorio de los hijos del ocupante y recitaría el poema que da nombre a esta historia.[17]
- En 2015, poco después de la muerte de Leonard Nimoy, se lanzó el álbum conceptual Soft Rains, que incluye la lectura de Nimoy de 1975, musicalizada por el productor Carwyn Ellis bajo el seudónimo de Zarelli.[18]
- En 2025, la composición de apertura del álbum conceptual instrumental The Ray Bradbury Chronicles [19] se basó en el cuento.